# Vincenzo Bellini
Vincenzo Salvatore Carmelo Francesco Bellini (Catania, 1801. november 3. – Puteaux, 1835. szeptember 23.) olasz zeneszerző. Szülővárosában szinte mindent róla neveztek el. Művészete halála után szinte feledésbe merült, de a 20. század első felétől a világszerte újjászülető bel canto és olyan kiváló énekesnők, mint Maria Callas vagy Renata Tebaldi halhatatlanná tették a nevét.
Szicíliában született, régi muzsikus családban. Zenei tehetsége korán kibontakozott nagyapja magánóráinak köszönhetően. 1819-től a nápolyi San Sebastiano konzervatóriumban tanult Nicolò Zingarelli tanítványaként. Első jelentős szerzeménye az Adelson és Salvini című opera volt, amelyet vizsgaelőadásként 1824-ben mutattak be hatalmas sikerrel a konzervatórium színházában. Ezt követte Bianca és Fernando című operája, amelyet a nápolyi Teatro di San Carlo számára írt. Ennek sikere nyomán meghívást kapott Milánóba, hogy a La Scala számára komponáljon. Itt ismerkedett meg későbbi állandó szövegírójával, Felice Romanival. Első közös művük, A kalóz (1827) alapozta meg Bellini hírnevét Itáliában. Ezt követték további nagy sikerű művei: Az idegen nő, a Rómeó és Júlia, Az alvajáró, a Norma és a Beatrice di Tenda. 
A komponistaként sikert sikerre halmozó Bellini magánélete szerencsétlenül alakult: nem sikerült elnyernie nagy szerelme, Giuditta Turina kezét. A Norma után összeveszett szövegírójával is. 1833-ban Párizsba költözött, Rossini és Heine barátja, a legjobb művésztársaságok kedvence lett. 1833-ban néhány hónapra Londonba utazott, ahol fényes fogadtatásban részesült. 1834-ben ismét visszatért Párizsba, ahol a Théâtre-Italien számára megírta A puritánok című nagyoperáját, amelyet rendkívüli lelkesedéssel fogadtak. Az ifjúkora óta betegeskedő zeneszerzőt néhány hónappal a bemutató után a Párizs melletti Puteaux-ban érte a halál – mindössze 33 éves korában.
Bellini a nápolyi iskola szerzői közül kivételes dallaminvenciójával tűnik ki. Első, még a kísérletezés korszakába tartozó operáján kívül az opera buffa (vígopera) egyáltalán nem érdekelte. Dalműveiben az egyes számokat sokkal szorosabban összefogja a mondanivaló kifejezése érdekében, mint kortársai. Műveiben az ária is sokkal kifinomultabb, érzelmesebb lett. A korabeli operakomponisták közül Glinkára, Verdire és Wagnerre volt a legnagyobb hatással.

## Élete

### Fiatalkora

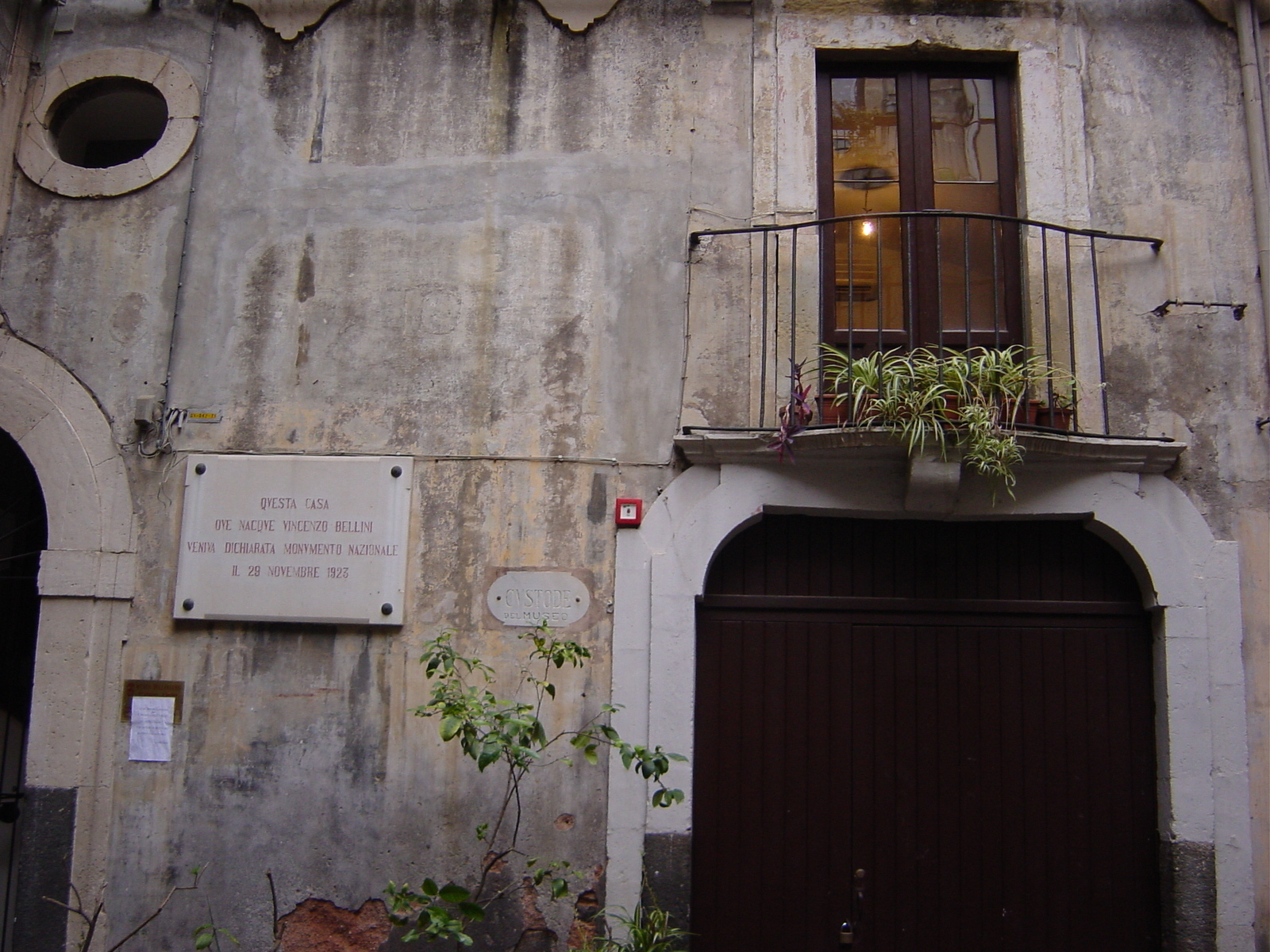
Bellini szülőháza Cataniában

Vincenzo Bellini 1801. november 3-án született a szicíliai Cataniában, egy nappal később keresztelték meg. Mivel a későbbiekben korának egyik legjelentősebb zeneszerzője lett, ugyanakkor Szicília művészeti életének legjelesebb képviselője, szülővárosában rengeteg legenda keringett róla, így például születésének körülményeiről is. A helyiek sokáig úgy tartották, hogy Vincenzo születésekor anyjának égi hang csendült meg fülében, és csodával határos módon a város összes harangja egy időben megkondult. Ugyancsak szóbeszéd tárgya volt a későbbiekben, hogy zeneszeretete keresztelőjére vezethető vissza, mivel az egynapos csecsemőt meghatották a templomi orgona hangjai. További legendák szólnak arról, hogy tizennyolc hónapos korában képes volt áriát énekelni, illetve arról, hogy háromévesen írta meg első teljes partitúráját. Mindezen legendák arról tanúskodnak, hogy Catania lakosai nagy tiszteletben tartották a város talán legjelesebb szülöttjét.
Bellini muzsikus családban született. Nagyapja, Vincenzo Tobia Bellini az Appenninek vidékéről származott, aki – miután Nápolyban elvégezte zenei tanulmányait – Cataniába költözött, ahol a befolyásos Biscari herceg udvarában kapott orgonista állást. Biscari volt a helyi művészi élet központi alakja, valamint a helyi szabadkőműves páholy vezetője. Valószínűleg Vincenzo Tobia is szabadkőműves volt, ám erről nincsenek biztos adatok. Egyházi zenét írt különféle ünnepi alkalmakra. Sikere beárnyékolta fiának és egyben asszisztensének, Rosario Bellininek a karrierjét, aki középszerű művész volt. Feleségével, Agata Ferlitóval, aki hivatalnokcsaládból származott, rossz viszonyban élt. Egy Catania központjában álló nemesi palota szűk lakosztályában laktak, itt született meg első gyermekük, Vincenzo. További három fiú- és három leánygyermek születése után, 1813-ban egy olcsóbb lakásba költöztek. Anyagi helyzetüket rontották a napóleoni háborúk idején kirótt magas adók is. Pénz- és lakáshiány miatt a fiatal Vincenzo nagyapjához költözött.
Az ifjú Vincenzo zenei neveltetésében fontos szerepet játszott nagyapja, aki magánúton tanította. Ennek eredményeként született meg első zenei műve, a Tantum ego. Ekkor mindössze hétéves volt. Ugyancsak gyerekkorában ismerkedett meg az Etna lejtőin élő emberek népzenéjével. Ebből három dolog befolyásolta a későbbiekben karrierjét: először is a dallamok improvizációja, másodsorban a dallamok monotonitása, harmadsorban pedig a szicíliai duda zeneisége. Bellini egyéb tanulmányairól keveset tudni. Otthon tanult, általában papok és magántanítók felügyelete mellett, egyes korabeli források szerint filozófiát, ógörög és latin nyelvet, azonban felnőttkorában ennek semmiféle eredménye nem fedezhető fel. Gyenge irodalmi tanulmányai miatt az irodalmi olasz nyelv írását sem uralta. Soha nem tett említést arról, hogy operalibrettókon kívül bármit is olvasott volna. Ennek fő oka abban kereshető, hogy egész élete olyan környezetben zajlott, amelynek meghatározó eleme a zene volt: gyermekkorában nagyapja mellett, tanulmányai során a nápolyi zenekonzervatóriumban, a későbbiekben pedig Liszt Ferenc és Hector Berlioz mellett.
Már fiatalkorában is arra törekedett, hogy beférkőzzön a helyi arisztokrácia kegyeibe. Kiváló modorának, ápolt és kellemes külsejének köszönhetően ezt el is érte. Gyakran vett részt a helyi nemesség báljain. Egy alkalommal, amikor fellépett egy Cassano herceg által rendezett összejövetelen, megismerkedett a herceg lányával, aki egyébként Sanmartino hercegének felesége volt. A herceg, aki 1818-tól Catania kormányzója lett, neje közbenjárására a fiatal Bellinit egy négy évre szóló ösztöndíjjal jutalmazta. Bellini úgy érvelt az ösztöndíj megszerzése mellett, hogy családja túlságosan is szegény nápolyi tanulmányainak finanszírozásához. Az ösztöndíjat adományozó egyetlen kikötése az volt, hogy tanulmányai után vissza kell majd térnie a városba, különben vissza kell fizetnie a rendelkezésére bocsátott pénzt. Ennek azonban sohasem szereztek érvényt.

### Nápolyi tanulmányai

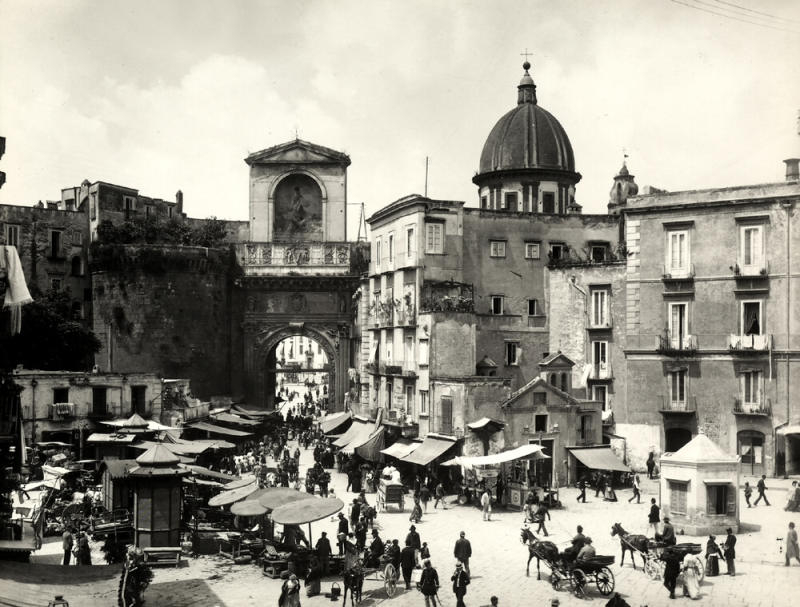
Nápoly a 19. század közepén

Bellini 1819. június 5-én indult útnak Nápolyba. Rövid ideig Messinában időzött apai nagynénjének családjánál.Ekkor még úgy vélte, hogy nagyapjának nyomdokaiba lépve visszatér majd Cataniába. Elhatározására utal az is, hogy 1822-ben sikerült elérnie, hogy 1826-ig meghosszabbítsák ösztöndíját. Tanulmányai során mindössze egyszer látogatott haza, 1824-ben vagy 1825-ben.
Nápolyba magával vitte addigi kompozícióit is, abban a reményben, hogy tanárait azok majd meggyőzik különleges adottságairól. Csalódnia kellett azonban: a kezdők csoportjába sorolták be. Nápoly ebben az időben Itália zenei központjának számított, az opera és az oratórium fellegvárának. Az opera virágzása elsősorban annak volt köszönhető, hogy a nápolyi király nagy összegekkel támogatta a királyi színházat, a San Carlót. A színház kaszinónak is otthont adott, amelynek bevételeiből finanszírozhatta a látványos előadásokat. A San Carlo ekkor a világ legnagyobb operaháza volt, és egyben a legvonzóbb mind az énekesek, mind a zeneszerzők számára. Többek között Rossininek is lehetőséget nyújtott, hogy színre vigye költséges nagyoperáit.
A San Carlo mellett a város zenei életének másik meghatározó eleme a konzervatórium volt, amelyből a városban tulajdonképpen négy is működött. Ezeket az egyházi rendek tartották fenn. Bellini a San Sebastiano konzervatóriumban élt és tanult majdnem nyolc évig. A tanítási módszerekről keveset tudni. Annak ellenére, hogy központosított vezetésű intézmény volt csoportokkal, a diákok mindegyikének saját tanára, felügyelője volt. A tanárok munkáját erre kinevezett diákok (maestrini) segítették. Bellini is hamarosan maestrino lett. A diákok énekelni és hangszeren játszani tanultak. Elsősorban a híres nápolyi zeneszerzők (Domenico Cimarosa, Giovanni Paisiello, Francesco Durante) munkássága volt a követendő, de a zenei igazgató Nicolò Zingarelli bevonta a tananyagba Mozart és Haydn zenéjét is. Bellini oktatói Giovanni Furno, Giacomo Tritto, valamint az autokrata Zingarelli voltak. Mindhárman nagy népszerűségnek örvendtek abban az időben. Bellini saját bevallása szerint a legjobban Zingarellit tisztelte, aminek oka az volt, hogy 1824-ben ő nevezte ki az ifjú tanoncot primo maestrinónak, illetve ugyancsak neki köszönhető, hogy Bellinit kérték fel a diplomaosztó ünnepségre szánt opera megírására.
A nápolyi konzervatórium másik jeles tanára Girolamo Crescentini, a híres kasztrált énekes volt. Éneklést tanított, és mivel ugyanakkora fizetéssel volt alkalmazva, mint Zingarelli, a kettejük közötti ellenségeskedés érthető volt. Nem tudni, hogy mindebből Bellini mit érzett, tény, hogy Crescentini Bellini operájának bukását jósolta. A két neves tanár egy dologban egyetértett, mégpedig Rossini zenéjének elítélésében. Az akkor karrierje csúcsán járó zeneszerzőnek felrótták az eltúlzott hangszerelést, feldolgozott témáinak egyszerűségét és nem utolsósorban vulgaritását. Zingarelli, aki az 1800-as évek elején harmincnyolc opera seriát írt, megvetően tekintett Rossini munkájára, és fiatal tanítványát a negyed évszázaddal korábban, Paisiello által fémjelzett zenei stílus szellemében oktatta, amely a pátoszra fektette a hangsúlyt, melodikája gyengéd és méltóságteljes volt. Noha a fiatal Bellini mestere Rossini-ellenes tanításainak szellemében érlelődött, mégis hamarosan felfedezte művészetének újító vonásait, és hamarosan példaképének tekintette a zeneszerzőt. Rossini műveivel a San Carlóban ismerkedett meg, ugyanis primo maestrinóként heti két belépőjegyet kapott az operaházba. Rossini operái mellett megismerte Johann Simon Mayr, Gaspare Spontini, Saverio Mercadante, Michele Carafa, Giovanni Pacini és Gaetano Donizetti műveit is. Noha a konzervatóriumban a képzés az operaírásra összpontosult, Bellini számos egyházi művet is írt: négy misét, tucatnyi kórusművet, egy orgonaszonátát, kilenc áriát, egy esküvői kantátát, hat nyitányt és egy oboaconcertót. Több munkájának részletei is fennmaradtak, de valószínűleg ennél sokkal többet komponált, csak a kéziratok az idők során elvesztek.
Mindezen zeneszerzői próbálkozások mellett kimagasló sikere volt első operájának, amely tulajdonképpen a vizsgaelőadása is volt. Az Adelson és Salvinit mindössze huszonhárom évesen írta. Az opera semiseriát, ahogyan Bellini nevezte művét, 1825. február 12-én mutatták be a konzervatórium színházában. Librettóját Andrea Leone Tottola írta François-Thomas-Marie de Baculard d’Arnaud Épreuves du Sentiment (Érzelmes mesék) című regénye alapján. A mű nagy népszerűségnek örvendett a diákság körében, és egy éven át minden vasárnap előadták. A mű sikerének köszönhetően figyelt fel az ifjú zeneszerzőre a San Carlo impresszáriója, Domenico Barbaja.
A Bianca és Fernando szövegkönyvét Domenico Gilardoni írta Carlo Roti Bianca e Fernando alla tomba di Carlo IV, duca di Agrigento (Bianca és Fernando IV. Károly, Agrigento hercege síremlékénél) című műve alapján. A nagy sikerű bemutató előadásra 1826. május 30-án került sor a San Carlóban. A sikernek köszönhetően Bellini átköltözött a San Pietro a Majella konzervatórium egyik patinás lakosztályába. Magánéletéről és hétköznapjairól keveset tudni. Megismerkedett befolyásos személyiségekkel, többek között Noja hercegével, aki a városi színházak főintendánsa volt. Ugyancsak kapcsolatba került a francia–nápolyi Cottrau zenekiadó családdal, valamint barátságot kötött a San Carlo karmesterével, Giuseppe Festával. Mindig is hiányolta a családját, ezért megpróbált bensőségesebb kapcsolatokat kialakítani nápolyi családokkal. A legközelebb az Andreana családhoz került. Kapcsolatának megromlását velük valószínűleg az okozta, hogy megkérte leányuk kezét, viszont az erre utaló adatok zavarosak. Tény viszont, hogy hosszú ideig udvarolt egy Maddalena Fumaroli nevű nápolyi leánynak, aki végül kikosarazta. Legjobb barátja viszont, akivel egy életen át tartó kapcsolatot ápolt, Francesco Florimo volt. Az egy évvel idősebb iskolatárs egy calabriai kisvárosból származott. Bellini távozása után Florimo Nápolyban maradt, a kettejük közötti intenzív levelezésből ismert Bellini életének számos momentuma: problémái műveivel, szerelmi ügyei stb.

### A La Scala meghódítása

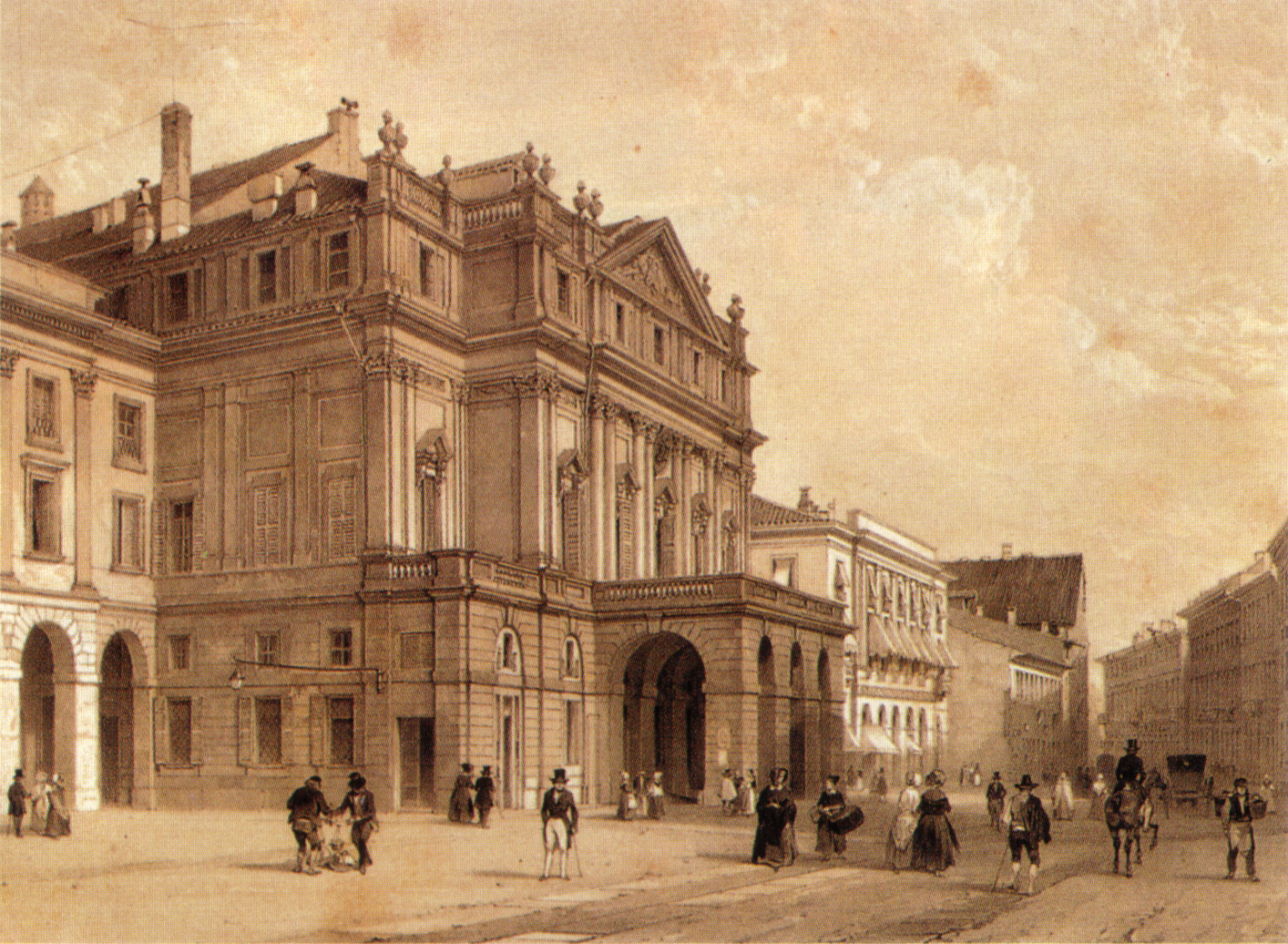
A Teatro alla Scala a 19. század közepén

A Bianca és Fernando sikerének köszönhetően Bellini szerződést írt alá Domenico Barbajával egy, a milánói La Scalában bemutatandó operáról. A neves operaház felügyelőbizottsága kezdetben vonakodott egy pályakezdő zeneszerzővel leszerződni, de Barbaja támogatásának köszönhetően és Felice Romani szövegkönyvíró beszervezésével sikerült megkötnie a szerződést. Bellini 1827 áprilisában érkezett meg Milánóba. A kalóz bemutatójáig (október 27.) eltelt időszakról keveset tudni.
A Bellini–Romani kettős sikeresnek bizonyult. Egy kivételével Romani írta az összes Bellini-opera szövegkönyvét. Metastasióval példaképeként, Romani különös figyelmet szentelt a verselésnek és a Rossini-operákra jellemző semmitmondó szöveg helyett a librettóba filozófiai töltetet öntött. Nagy hibája volt, hogy rendszerint túlvállalta magát, így szinte mindig késett a szövegkönyv befejezésével, ezt Bellini is többször a szemére vetette. A librettókat Bellinivel szorosan közreműködve írta, ellentétben például Donizettivel (akivel szintén együtt dolgozott), s aki jóval kevesebb módosítást követelt tőle, szabad kezet biztosítva neki. Az opera cselekményét rendszerint Bellini vázolta fel, majd közösen dolgozták össze a zeneszámokat. Romani feladata volt a szöveg zenéhez való illesztése, amit saját bevallása szerint kínzásnak tartott.
A kalóz szövegkönyve Charles Maturin Bertram című részben gótikus, részben romantikus drámája alapján íródott. A bemutató előadás 1827. október 27-én azonnali siker volt. Ez arra késztette a zeneszerzőt, hogy Milánóban maradjon. A siker által megnyíltak előtte a nemesi szalonok kapui, és lehetősége nyílt bemutatni a Bianca és Fernandót is a Scalában. Híre eljutott Genovába is, ahol szintén bemutatták mindkét művét. A kalózban már saját hangján szól a zeneszerző, Rossini korábbi csodálata csak apró nyomokban mutatkozik. A kritikusok szerint visszatért a szép egyszerűséghez. Ebben az operában jelentkezik először a műveire jellemző kevéssé díszített, de annál kifejezőbb, a zenekar által evokatívan támogatott deklamációs zenei vonalvezetés. A recitatívók, amelyek ariosókká alakulnak át, hatalmas drámai töltetet kapnak, mint például Imogene őrülési jelenetében.
Zingarelli közvetítésével ismerkedett meg Milánóban Francesco és Marianna Pollinivel. A hatvanas éveikben járó zenész házaspár gyermektelen volt, így befogadták Bellinit, aki számára hamarosan a családot jelentették. Ugyancsak Milánóban ismerkedett meg Giuditta Pasta neves szopránnal és férjével, Giuseppével. Giuditta lett a későbbiekben Bellini hősnőinek legkiválóbb előadója. A házaspárnak egy leánya volt, Clelia, aki iránt évekkel később Bellini szíve is fellángolt, és komolyan fontolgatta a házasságkötést. A Pasta házaspáron keresztül ismerkedett meg 1828 áprilisában Giuditta Turinával, valamint férjével, Ferdinandóval, aki egy selyemszövödét birtokolt Casalbuttanóban. Az asszony 1833-ig Bellini szeretője volt. Az ifjú zeneszerző rengeteg időt töltött Turináék házában, de a nő csak 1832-től kísérte el útjaira. Bellini levelezéséből kiderül, hogy jó viszonyt tartott fenn a mit sem sejtő férjjel, de az is, hogy a házasság gondolata is foglalkoztatta, hiszen nem egyszer Signora Belliniként említette szerelmét. A helyzet gyakori volt a 19. századi társadalom felső és középső rétegeiben. Giudittának, aki tizenhat évesen ment feleségül (valószínűleg érdekből), nem sikerült megegyeznie férjével, a válás lehetetlen volt. Ferdinando és a család a botrány elkerülése végett valószínűleg inkább úgy döntött, hogy szemet huny az asszony és Bellini kapcsolata fölött.
Operája sikerének köszönhetően Bellini művészete egyre keresettebb lett. Felkéréseket kapott Velencéből, Torinóból és Nápolyból is, de június 16-án mégiscsak a Scalával írt alá újabb szerződést a következő karneváli szezonra. A szövegkönyv témáját augusztusban választotta ki, Romanival karöltve. Ezúttal Charles-Victor Prévot, vicomte d’Arlincourt francia gótikus regényére (L'étrangère) esett a választása. Romani szokásához híven késett a szövegkönyv írásával, így a bemutatóra csak 1829. február 14-én került sor. Az idegen nő fogadtatása felülmúlta Bellini korábbi sikereit is. Az opera a nagy siker ellenére a szerző halála után eltűnt a repertoárról, ezt kusza és néhol lehetetlen szövegkönyvének tulajdonítják.

### További sikerei

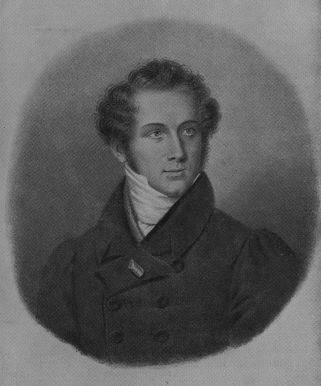
Vincenzo Bellini (Natale Schiavoni metszete)

Mindössze egy hónappal előző operájának bemutatója után Bellini újabb szerződést kötött a La Scalával, 10 000 frankért, ami duplája volt annak, amit Rossini kapott 1823-ban a Szemiramisz című operájáért. Bellini mindig is ragaszkodott magas fizetéséhez, s többek között emiatt hiúsult meg egy londoni opera terve. Miután a szigetországban nem sikerült kiegyeznie az impresszáriókkal, Párizs felé fordult, pontosabban a Théâtre Italien felé, ahol Rossini is nagy sikereket aratott. Kortársaival ellentétben Bellini lassan dolgozott, és mindaddig nem komponált, amíg az általa kért díjakat meg nem kapta. Külön figyelemre méltó, hogy még Zaira operájának bukása (1829) után is sikerült érvényt szereznie eme törekvéseinek.
A Zaira szerződését 1828 novemberében írta alá, a La straniera bemutatója előtt. A művet a parmai operaház rendelte tőle, amely a Parmai Hercegségben uralkodó Mária Lujza fennhatósága alá tartozott. Bellini visszautasította a helyi cenzorok javaslatát egy Marcus Antonius és Kleopátra szerelmét bemutató opera írására, és inkább Voltaire Zaïre című tragédiájának megzenésítése mellett döntött. A szövegkönyv elkészítésével ismét Felice Romanit bízta meg. Mivel Romani ezúttal is késett a librettóval, Bellininek mindössze egy hónapja maradt a mű megkomponálására, s ez okozta annak csúfos bukását 1829. május 16-án.
Bellini következő szerződése Velencéből érkezett. Mivel Giovanni Pacininak nem sikerült teljesíteni egy felkérést, így a La Fenice Bellinit kérte fel, hogy írjon operát a karneváli szezonra. Ez ismét azt jelentette, hogy rövid idő, mindössze egy hónap alatt kellett megkomponálnia a zenét. Mivel szövegkönyv sem állt a rendelkezésére, engedélyt kért Romanitól, annak öt évvel korábban elkészült, Rómeó és Júlia történetét feldolgozó librettója felhasználására. Ugyancsak az idő rövidsége miatt a Zaira zenéjének közel egyharmadát is átvette új művébe. A Rómeó és Júlia bemutatója 1830. március 11-én hatalmas siker volt.
A megfeszített munka és a hideg velencei tél miatt Bellini egészsége megromlott: emésztési zavarokra panaszkodott, majd miután áprilisban visszatért Milánóba, ágynak esett hastífusszal, de ezek valószínűleg már az amőbiázis első jelei voltak, amely néhány évvel később aztán halálát is okozta. A Pollini házaspár gondoskodásának köszönhetően gyorsan felépült, a nyarat pihenéssel töltötte a Comói-tó partján.
1830 augusztusában újabb szerződést írt alá két opera megírására, ezúttal Giuseppe Crivelli impresszárióval, aki ebben az időben a La Scalát és a La Fenicét is vezette. Egy gazdag milánóiakból álló művészetpártoló kör úgy döntött, hogy külön évadot szerveznek a Teatro Carcanóban és megvásárolták Bellini szerződését 10 440 frankért.

### Karrierjének csúcsán

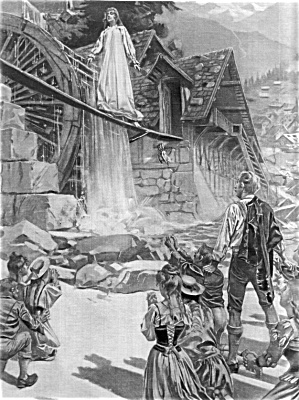
Rajz Az alvajáró harmadik felvonásának utolsó jelentéről

1830 nyarán, a Comói-tó partján döntött úgy Felice Romanival közösen, hogy Victor Hugo Hernani című romantikus drámáját zenésíti meg, amelyet hónapokkal korábban botrányos körülmények között mutattak be Párizsban. Az ötletet támogatta barátja, Florimo, valamint Giuditta Pasta is, aki a főszerepet énekelte volna. Romani ismét megkésett a szövegkönyvvel, novemberben Bellini arról panaszkodott, hogy még egyetlen hangjegyet sem tudott emiatt leírni. Mikor azonban az év végén a szövegkönyvet benyújtották jóváhagyásra a cenzoroknak, váratlan akadályokba ütköztek. Noha a Lombard–Velencei Királyság ítészei a legméltányosabbak voltak Itália-szerte, mégis kifogásolták, hogy a mű végkifejlete egy öngyilkosság. Abban az időben a moralitás és a vallás sokkal inkább foglalkoztatta a cenzorokat, mint például koronás fők meggyilkolásának története. Valószínűleg sikerült volna meggyőznie őket, de Bellini végül mégiscsak elállt a mű megkomponálásától. A visszalépés oka valószínűleg az volt, hogy ebben az időben mutatta be riválisa, Gaetano Donizetti, nagy sikert hozó Anna Bolena című operáját, amelynek végkifejlete nagyon hasonló volt. Mivel a szerződésben vállalt határidő február eleje volt, Bellini rohamléptekkel komponálta meg Az alvajáró zenéjét, amelynek librettóját Romani írta Eugène Scribe azonos című balettje alapján. A bemutató előadás 1831. március 6-án a Teatro Carcanóban hatalmas sikert aratott.
Az alvajáró márciusi sikere és a Norma decemberi bemutatója között eltelt időről keveset tudni. A nyarat az előző évek szokásához hasonlóan Pastáék villájában töltötte a Comói-tó partján, és ekkor merült fel benne az ötlet, hogy megkéri leányuk, Clelia kezét, ezáltal megrontva kapcsolatát Giuditta Turinával. Új operájának témáját július 27-én választotta ki közösen librettistájával. A Norma szövegkönyve Alexandre Soumet drámája nyomán készült, és augusztus végén kapta kézhez Romanitól. Visszatért Milánóba, ahol bő három hónap állt a rendelkezésére, hogy megkomponálja a zenét. A bemutató december 26-án siker volt, annak ellenére, hogy az énekesek gyengén teljesítettek, főleg az első felvonásban. Carlo Visconti herceg közbenjárásának köszönhetően, aki a zeneszerző jó barátja volt, az előadásról nem jelentek meg vitriolos hangvételű kritikák. Az első előadás felemás sikere ellenére a Norma gyorsan meghódította a közönséget, és minden évadban 30-40 alkalommal bemutatták. Sikerét bizonyítja az is, hogy a következő években Európa szinte minden nagyobb operaházában bemutatták. Bellini szerint a legemlékezetesebb az 1832. augusztus 23-i bergamói előadás volt, amelyen Giuditta Pasta könnyeket csalt a szemébe.

### ANorma
A harmincéves zeneszerzőben tudatosult, hogy a Normával maradandót alkotott és különösen imponált neki, hogy zenei lapok és kritikusok Rossini után a második legnagyobb olasz zeneszerzőnek titulálták. Úgy tervezte, hogy korán visszavonul, de operái a kalózváltozatok elterjedése miatt nem hoztak számára ehhez kellő jövedelmet. Rossini példájára úgy döntött, hogy Párizsban és Londonban próbál szerencsét. 1828-ban A kalóz bemutatója után tárgyalásokat folytatott a londoni King’s Theatre impresszáriójával, de nem tudtak dűlőre jutni a fizetséget illetően. Emiatt inkább a francia fővárosban próbált szerencsét.
1832-ben úgy döntött, hogy Giuditta Turinával hazautazik Cataniába, de a kedvezőtlen időjárás miatt csak Nápolyig jutottak. Itt hat hetet töltöttek, közben Giuditta megbetegedett, így szülővárosába a zeneszerzőt végül nápolyi barátja, Francesco Florimo kísérte el. Bellinit Szicíliában nemzeti hősnek kijáró ünnepléssel fogadták, s noha utolsó művei még nem értek el a szigetország operaházaiba, a Rómeó és Júlia és A kalóz című operáit hatalmas sikerrel játszották Palermóban és Messinában. Nápolyba visszatérve találkozott Mária Izabella anyakirálynéval, aki királyi akadémikusi címmel ruházta fel. Ugyancsak Nápolyban meglátogatta tanárát, Zingarellit, és tárgyalásokat folytatott egy, a San Carlóban bemutatandó opera megírásáról. A szerződés végül nem jött létre, mivel úgy látta, hogy az operaház nem tud kellő felkészültségű énekeseket biztosítani számára.
Hírnevének köszönhetően Bellini megengedhette magának, hogy válogasson a felajánlott szerződések között. Így került ismét kapcsolatba 1832-ben a velencei La Fenicével, amely egy opera megírására szerződtette az 1833-as karneváli évad idejére, garantálva ugyanakkor, hogy a főszerepet Giuditta Pasta énekli majd. Ez azonban hibás döntésnek bizonyult. Az operaház impresszáriója ugyanaz az Alessandro Lanari volt, aki a Rómeó és Júlia megírására szerződtette korábban, de nem volt hatalma az operaház felett, a vezetést ugyanis egy mecénásokból álló bizottság felügyelte. A bizottság kifogásolta Giuditta Pasta kifejezetten magas javadalmazását (1000 frank/előadás), és csak úgy fogadta el Lanari szerződését, ha ő maga teremti elő az előadások költségeit fedező pénz nagyobbik részét. Mivel Lanarinak más pénzforrása nem volt, kénytelen volt megemelni a belépőjegyek árát, ami általános nemtetszést váltott ki az operalátogatók körében. A helyzetet súlyosbította, hogy Bellini szövegkönyvírója ismét késett a librettóval, így a zeneszerzőnek megintcsak rövid idő, mindössze hét hét állt rendelkezésére a komponálásra. Az új mű a Beatrice di Tenda címet viselte és id. Alexandre Dumas Krisztina svéd királynőről szóló trilógiájára épült. Romani késése miatt a február elejére kitűzött bemutatót egy hónappal elhalasztották. Bellini és Romani kapcsolata ekkor romlott meg, a zeneszerző folyamatosan hibáztatta librettistáját be nem tartott ígéreteiért. Az új opera sikerét beárnyékolta, hogy a karneváli szezont megnyitó Norma előadása, szintén Pastával a főszerepben, Bellini szavai szerint irtózatosra sikeredett. A velenceiek ellenérzését kiváltva nem csoda, hogy a március 16-ai bemutató bukás volt, amiért Bellini természetesen Romanit hibáztatta.
Áprilisban Bellini visszautazott Milánóba és azon gondolkozott, miként tudná helyreállítani kapcsolatát Romanival. Egy színházi impresszárión keresztül levelet küldött neki, de Romani, aki időközben elfoglalta új állását egy torinói újságnál, csak hónapokkal később válaszolt, és jelét sem mutatta a megbékélésnek, így kapcsolatuk végleg megszakadt.
Ugyanebben az időszakban romlott meg kapcsolata Giuditta Turinával, aminek oka Bellini féltékenységében volt keresendő, ugyanis meggyanúsította a nőt, hogy egy évvel korábbi nápolyi tartózkodásuk idején titokban flörtölt valakivel. Nem tudni pontosan mikor szakítottak, de egy augusztusi bergamói Norma előadáson Turina már a férjével jelent meg. A nő szerint kapcsolatuk 1832–33 telén romlott meg, amikor Bellini tudomására jutott, hogy Milánóban egy férfi szerelmével ostromolta. Az eset férjének fülébe is eljutott, aki ezt szóvá tette, és elküldte a házából. Giuditta visszatért a családjához. Bellini már Párizsban volt, amikor értesült a történtekről. Egyes feltételezések szerint Genfben találkozott szerelmével, hogy esetleges közös jövőjüket megtárgyalják, de erre nincs bizonyíték. Giuditta visszaemlékezései szerint Bellini folyamatosan ostromolta bocsánatkérő leveleivel, de az asszony soha nem bocsátotta meg féltékenységét. Amikor Giuditta súlyos betegen 1834–35-ben ágynak esett, barátai segítségért fordultak Bellinihez, de a zeneszerző elutasította a kérést, szerelme akkorra már teljesen kihűlt.

### Utolsó évei

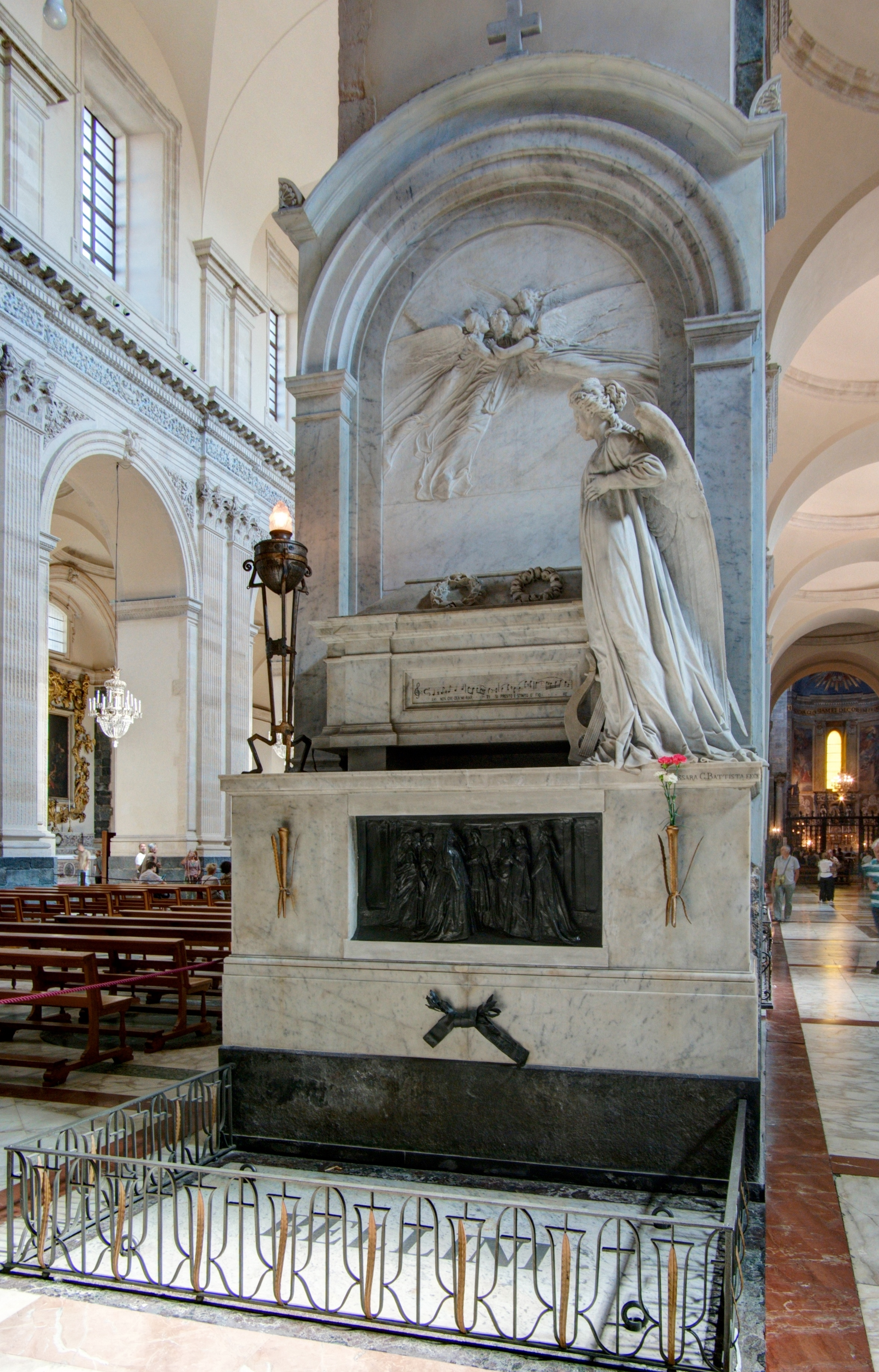
Síremléke a cataniai székesegyházban

Párizs rendkívül vonzó volt a meggazdagodni vágyó zeneszerzőknek, ugyanis a francia szerzői jog sokkal jobban védte munkájukat, ezért sokkal nagyobb jövedelemre tehettek szert, mint Itáliában. Ugyancsak vonzó helynek számított London, ahol busásan megfizették a zeneszerzőket. Bellini 1833 áprilisában a brit fővárosba utazott, ahol mindössze négy hónapig tartózkodott, az olasz operaidényben. Elképzelései azonban nem valósultak meg maradéktalanul, ugyanis a helyi olasz társulat jelentős adóssággal küszködött, és Bellininek haláláig sem sikerült megkapnia a szerződött összeg felét. Sikereket inkább társadalmi téren könyvelhetett el, hiszen művészetét a helyi kritikusok hidegen fogadták. A Morning Chronicle például zajosnak és unalmasnak nevezte a Normát.
Augusztusban Párizsba utazott, hogy új operát írjon. Nem szándékozott huzamosabb ideig a francia fővárosban maradni, ennek oka részben gyenge francia nyelvismerete volt, inkább a gyors jövedelemszerzés reménye vezérelte. Szeptemberben az Opérával tárgyalt, de nem sikerült megegyezésre jutnia. A telet Párizsban töltötte, remélve, hogy mégiscsak sikerül szerződést kötnie valamelyik francia nyelvű operaházzal. Közben a Théâtre Italienben bemutatták A kalózt majd a Rómeó és Júliát. Ezek sikerei eredményeképpen januárban egyezett meg az operaház vezetőségével A puritánok opera megírásáról. A szövegkönyvet Carlo Pepoli írta Jacques-François Ancelot és Joseph Xavier Saintine Têtes rondes et Cavaliers című műve alapján. Időközben felvette a kapcsolatot az Opéra Comique-kal is, tőlük is szerződést remélve. Megismerkedett Rossinivel, akitől szintén segítséget remélt. Közben aláírt egy szerződést három opera megírására a nápolyi San Carlóval, és mindeközben feleséget is keresett. Noha londoni ismeretségeinek köszönhetően sikerült bekerülnie a francia arisztokrácia köreibe, hiányos francia nyelvtudása megakadályozta komolyabb kapcsolatok kialakításában. Korabeli feljegyzésekből ismert, hogy a szalonok látogatói kellemesen szórakoztak Bellini franciatudásán, és ugyanakkor kifogásolták gyerekes viselkedését.
Megfeszített programja miatt 1834 február–márciusában ágynak esett, valószínűleg amőbiázisa újult ki. Egy évvel később betegsége miatt kénytelen volt búcsút mondani a párizsi szalonok vidám életének, és a városszéli Puteaux-ba költözött. Innen utazott be a Théâtre Italienbe felügyelni az Alvajáró próbáit, és itt írta meg új és egyben utolsó operáját, A puritánokat. A puteaux-i házat párizsi szomszédja, a zsidó Solomon Levy bocsátotta rendelkezésére, aki szeretőjével (bizonyos Mme Olivier) együtt többször is meglátogatta. Levy kétes banki üzletekből szerzett magának vagyont, sőt Bellini pénzének egy részét is befektette spanyol kötvényekbe. Szeretője másodrangú énekesnő volt párizsi színházakban, és feltételezhető, hogy egyben Bellini szeretője is volt ebben az utolsó időszakban.
Tovább próbálkozott az Opéránál és az Opéra Comique-nál, de mindkét intézményben alapkövetelmény volt, hogy a mű francia nyelvű legyen. Egy ideig úgy tűnt, hogy az olasz operák iránt fogékonyabb Opéra Comique-kal sikerül szerződést kötnie, de mivel időközben A puritánokat is be kellett fejeznie, kevés ideje maradt volna az új mű megkomponálására. Bellini – korábbi tapasztalatain okulva – ezt nem vállalta. 1835-ben felvetődött, hogy dolgozza át francia nyelvre a Normát az Opéra számára, a többi művét pedig az Opéra Comique számára. Rossini tanácsára úgy döntött, hogy előbb megpróbálja minden művét elhelyezni az Opérában, elvégre az intézmény Európa vezető operaházának számított abban az időben.
Rossini tanácsait megfogadva 1834 végén készen állt A puritánok. A bemutatóra 1835. január 24-én került sor a Théâtre Italienben. Rossini támogatása garancia volt a sikerre, de az opera ettől függetlenül is időtállónak bizonyult, és még az 1860-as években, a Wagner-őrület idején is folyamatosan repertoáron volt. Az opera nagy sikert aratott a későbbiekben Nagy-Britanniában is, Viktória királynő kedvenc operája volt.
Bellini 1834. június elején ágynak esett, orvosai hastífuszt diagnosztizáltak. A betegségből gyorsan felépült, és csak 1835. nyár elején léptek fel ismét a tünetek. Egy július 24-én keltezett levelében arról írt, hogy egészsége tökéletes, de aggasztja a Provence-ban gyorsan terjedő kolerajárvány, ami megakadályozza, hogy hazatérjen Itáliába. Szeptember 2-án enyhe hasmenésre panaszkodott, 11-én már komoly dizentériáról írt, de remélte, hogy néhány napon belül felépül. Szeptember 23-án délután elhunyt. Kórleírása szerint minden bizonnyal az amőbiázis végzett vele, amely akkoriban még ismeretlen betegség volt.
A párizsi Père-Lachaise temetőben helyezték örök nyugalomra, majd földi maradványait 1876-ban átszállították a cataniai székesegyházba.

## Művészete

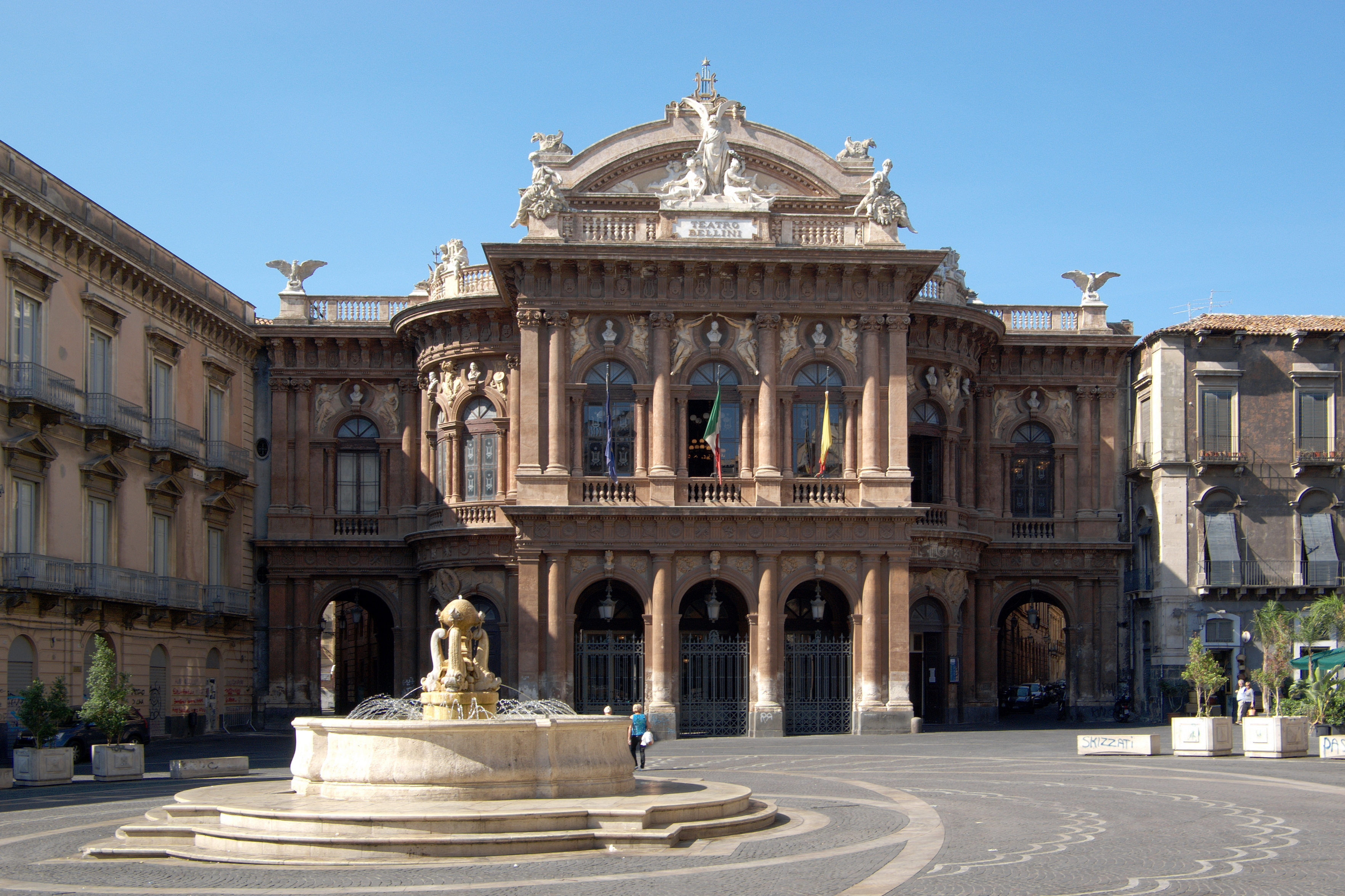
Teatro Massimo Catania

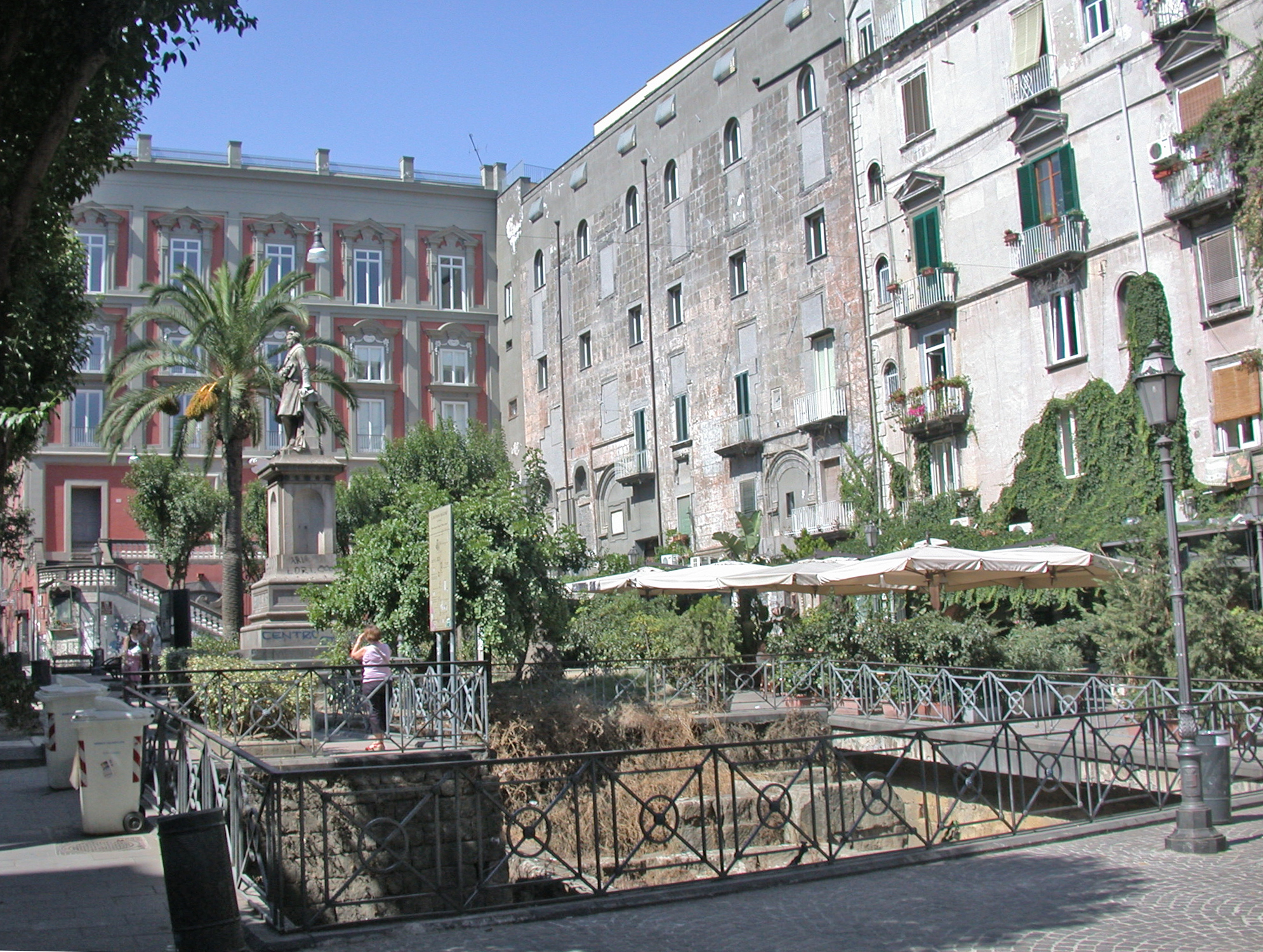
A nápolyi Piazza Bellini, a központban a zeneszerző szobrával

Gioachino Rossini és Gaetano Donizetti mellett Vincenzo Bellini volt a bel canto harmadik meghatározó alakja. Az ő operáikban az énekesek, az éneklés volt a legfontosabb, leplezetlenül szórakoztatni akartak. Ahogyan Hector Berlioz fogalmazta: Az olaszok számára a zene nem több érzéki örömnél. A szellem magasrendű megnyilatkoztatásait alig becsülik többre a szakácsművészetnél. Olyan zenét akarnak, amelyet – mint egy tál makarónit – gondolkodás, sőt odafigyelés nélkül, azonnal be tudnak fogadni. A bel canto operák nagyrészt egy kaptafára készültek és nagyon erősen a cavatina és a cabaletta eszközére támaszkodtak. A lassú és lírai cavatina arra szolgált, hogy az énekes megcsillogtathassa dallamformálását, megmutathassa, hogy a hosszú hangot milyen szépen, érzékenyen és árnyaltan tudja kitartani. A gyors cabaletta az énekes virtuozitását volt hivatott bemutatni. A nyitó kórust gondosan adagolt áriák követték, amelyek katonás sorrendben sorakoztak. A felvonásokat hangzatos kórusok zárták. Bellini – aki nem rendelkezett Rossini és Donizetti úgyis minden összejön könnyedségével és komolyabban vette a művészetét – ha csak kicsit is, de szakított a hagyományokkal.
Bellini különleges helyzetét a nápolyi iskola szerzőinek sorában mindenekelőtt rendkívüli dallaminvenciójának köszönheti. Anélkül, hogy felbontotta volna a hagyományos formákat, keze alatt az ária érzékenyebb, finomabb jellegűvé vált (ez jellemezte a későbbiekben Giacomo Puccini művészetét is).
Zenei szerkesztésmódja nem tekinthető ugyan szimfonikusnak, visszatérő vezérmotívumtechnikája azonban szorosan összekovácsolja az egyes művek számait, megelőlegezve ezzel a halála után kibontakozó zenedrámák szerkesztési módját. Együtteseiben a korabeli szokásoknak hódolt, viszont a szerelmi kettősök tekintetében elindította azt a formát, amelyet aztán Giuseppe Verdi fejlesztett tovább, azaz a kettős terc- és szext-parallelekben halad, majd finoman kromatikus kadenciákban találkozik a szoprán- és a tenorszólam.
Jelentős szerepe volt a szokványos recitativo megújításában, ugyanis kiemelte azt az addig megszokott secco-technikából és átkomponálta azt. Utolsó művében, A puritánokban ötvözte a nápolyi operaiskola és a francia nagyopera hagyományait.
Első – inkább kísérleti jellegű – operájától eltekintve, nem érdekelte az opera buffa műfaja és mindössze egyetlen opera semiseriát írt, az Az alvajárót. A mű ugyan figyelemfelkeltő, de a Norma és A puritánok sokkal jellemzőbbek művészetére. Mindkettő tele van a Bellini művészetének lényegét jelentő áriákkal – hosszú, nagy ívű és lassú dallam, arpeggioszerű basszuskísérettel. Bellini számára a dallam volt a legfontosabb. Egyszer, Pergolesi Stabat Materét játszva, ezt mondta a barátjának, Florimónak: Ha ilyen szép dallamot tudnék írni, nem bánnám, ha olyan fiatalon halnék meg, mint Pergolesi. Még Richard Wagner is értékelte a Normát, pedig köztudottan nem tartotta sokra az olasz operákat, különösen a bel cantót. Bellini operáiról a következőképpen nyilatkozott: mind csupa szív, szavakba öntve. Kortársai, Rossini és Donizetti is írtak hosszú, lassú dallamokat, de Bellini sajátos intenzitása nélkül. Rossini melódiái klasszikus beállítottságúak, Bellini dallamvilága azonban romantikus. Művészetéhez legközelebb Chopin noktürnjeinek dallama és basszuskísérete áll közel. Már korai operáiban (A kalóz, Az idegen nő) is hallható ez az új, hosszú lélegzetű, kissé érzelgős hang. Verdi lelkendezve említette Bellini hosszú-hosszú dallamait, melyekhez hasonlót nem írtak eddig.
Bellini zenéje még a Rossiniénál is jobban vonzotta a nagy énekeseket: megérintette őket a Bellini-áriákban megbúvó romanticizmus (Giuditta Pasta, Maria Malibran, Marietta Alboni, Giovanni Battista Rubini stb.). A Normát tekintik Bellini legnagyobb művének, habár A puritánokban több a ragyogás. Ütemről ütemre építkező, kiegyensúlyozott, végtelen hosszú dallama – mint a Casta diva a Normából – tökéletesen arányos, szemérmes, mégis szenvedéllyel teli. A Norma nem könnyű szerep. Rendkívül hajlékony drámai szopránt igényel. Egy későbbi német szoprán, Lilli Lehmann, azt mondta, hogy inkább énekel sorban három Brünnhildét, mint egy Normát. A Norma az egyetlen Bellini-opera, amely folyamatosan műsoron van. Úgy tartják, benne testesül meg a bel canto hagyomány lényege.

## Öröksége
Vincenzo Bellinit az egyik legnagyobb olasz zeneszerzőként tartják számon. Különösen Dél-Olaszországban és Szicíliában népszerű: tereket, épületeket és intézményeket neveztek el róla, ezek közül a legjelentősebb a cataniai operaház (Teatro Massimo Bellini). Művészete halála után feledésbe merült, és csak a 20. század első felében fedezték fel ismét, amikor is világszerte reneszánszát élte a bel canto. Műveinek népszerűsítéséhez hozzájárultak olyan neves énekesnők is, mint Maria Callas vagy Renata Tebaldi.
Életrajza levelezéséből is nyomon követhető. Leveleinek első teljes gyűjteményét Luisa Cambi adta ki 1943-ban Epistolario címmel. Ő volt az, aki felhívta a figyelmet arra, hogy Florimo utólag jelentősen módosította egyes levelek tartalmát, illetve újakat írt annak érdekében, hogy jobb fényben tüntesse fel a zeneszerzőt. Florimo indítékai nem ismertek, csak találgatások léteznek. Az első tulajdonképpen teljesnek mondható Bellini-életrajzot Francesco Pastura írta 1959-ben Bellini secondo la storia címmel.

## Művei

### Operák
| A mű eredeti címe         | A mű magyar címe   | Műfaj           | Szövegkönyvíró       | Ősbemutató ideje   | Ősbemutató helye                      |
| Adelson e Salvini         | Adelson és Salvini | opera semiseria | Andrea Leone Tottola | 1825. február 12.  | Nápoly, San Sebastiano konzervatórium |
| Bianca e Gernando         | Bianca és Fernando | opera seria     | Domenico Gilardoni   | 1826. május 30.    | Nápoly, Teatro di San Carlo           |
| Il pirata                 | A kalóz            | opera seria     | Felice Romani        | 1827. október 27.  | Milánó, Teatro alla Scala             |
| La straniera              | Az idegen nő       | opera seria     | Felice Romani        | 1828. február 14.  | Milánó, Teatro alla Scala             |
| Zaira                     | Zaira              | opera seria     | Felice Romani        | 1829. május 16.    | Parma, Teatro Ducale                  |
| I Capuleti ed i Montecchi | Rómeó és Júlia     | opera seria     | Felice Romani        | 1830. március 11.  | Velence, Teatro La Fenice             |
| La sonnambula             | Az alvajáró        | opera semiseria | Felice Romani        | 1831. március 6.   | Milánó, Teatro Carcano                |
| Norma                     | Norma              | opera seria     | Felice Romani        | 1831. december 26. | Milánó, Teatro alla Scala             |
| Beatrice di Tenda         | Beatrice di Tenda  | opera seria     | Felice Romani        | 1833. március 16.  | Velence, Teatro La Fenice             |
| I puritani                | A puritánok        | opera seria     | Carlo Pepoli         | 1835. január 24.   | Párizs, Théâtre-Italien               |

### Egyéb művei
Dalok:
- Dolente immagine, Giulio Genoino versére (?)
- Non t'accostare all'urna, Jacopo Vittorelli versére (létezése kérdéses)
- Quando verrà quel dì (1828?)
- Venticiel che l'ali d'oro
- Sei ariette da camera dedicate a Marianna Pollini (1829)
  - Malinconia, ninfa gentile, Ippolito Pindemonte versére
  - Vanne, o rosa fortunata
  - Bella Nice, che d'amore
  - Almen se non poss'io, Pietro Metastasio versére
  - Per pietà, bell'idol mio, Pietro Metastasio versére
  - Ma rendi pur contento, Pietro Metastasio versére
- Guarda che bianca luna (1832), Jacopo Vittorelli versére
- Vaga luna che inargenti (1833)
- L'abbandono (1833-34)
- La ricordanza (1834), Carlo Pepoli versére
- Odia la pastorella (1834), Pietro Metastasio versére
- O crudel che il mio pianto non vedi (1835?)
- Rêve d'enfance, Émilien Pacini versére
- Les joyeux matelots
- Viens, prier enfant, Bay-Harale versére (kérdéses, hogy Bellini írta-e)
- Dalla guancia scolorita, kánon szoprán és tenorszólamra (1835)
- Toujours verser des larmes! (1835), Napoléon Crevel de Charlemagne versére
- Chi per quest'ombre dell'umana vita (1835), kánon négy hangra Giovanni Guidiccioni versére
- Le souvenir present céleste (1835)

Áriák és kantáták:
- T'intendo, sì, mio cor, négy szopránszólamra, kíséret nélkül, Pietro Metastasio versére
- No, traditor non curo, szopránária
- Sì, per te gran nume eterno, cavatina
- Gioite, amiche contrade, szopránária
- E nello stringerti a questo core, ária
- Torna, vezzosa Fille, kantáta
- Imene, kantáta (1824?)
- Quando incise su quel marmo, ária valószínűlet Giulio Genoino versére (1824?)
- Giacché tu dei lasciarmi, ária

Szimfonikus művek:
- d-moll capriccio (Sinfonia per studio)
- d-moll szimfónia
- b-moll szimfónia
- d-moll szimfónia
- D-dúr szimfónia
- E-dúr szimfónia
- e-moll szimfónia
- Concerto oboára és zenekarra

Zongoraművek:
- g-moll Allegretto
- G-dúr Capriccio négy kézre
- Polacca négy kézre
- F-dúr szonáta négy kézre
- Pensiero musicale
- f-moll Tema

Orgonaművek:
- g-moll szonáta

Szakrális zeneművek:
Egyházi műveit nápolyi tanulmányai idején írta, 1825 előtt.
- Compieta (elveszett)
- Cor mundum crea
- Credo
- Cum sanctis
- De torrente
- Dixit Dominus
- Domine Deus
- Gallus cantavit
- Gratias agimus
- Juravit
- Kyrie
- Laudamus te
- Litanie pastorali in onore della Beata Vergine
- Magnificat
- Messa in Re maggiore
- Messa in Sol maggiore
- Messa in La minore
- Pange lingua
- Qui sedes
- Qui tollis
- Quoniam (több változatban)
- Salve regina (több változatban)
- Tantum ergo (több változatban)
- Tantum ergo con Genitori (több változatban)
- Te Deum (több változatban)
- Versetti da cantarsi il venerdì santo
- Virgam virtutis